# 塔尔瓦拉
塔尔瓦拉（Talwara），是印度查谟-克什米尔邦Udhampur县的一个城镇。总人口5105（2001年）。

## 人口
该地2001年总人口5105人，其中男性3211人，女性1894人；0—6岁人口544人，其中男296人，女248人；识字率68.29%，其中男性为78.01%，女性为51.80%。